# Mezzaïa
Les Mezzaïa (kabyle : Imezayyen, tifinagh : ⵉⵎⴻⵣⵣⴰⵢⴻⵏ) sont une tribu kabyle établie sur les rives de la Méditerranée, aux alentours de la ville de Béjaia.
les Mezaia ont participer massivement  a la guerre de libération  1954-1962 et compte un millier de chahid  
c'est une région qui a donner naissance au président de la guerre de libération en France  (Nacer eddine Ait Mokhtar ) président de l’organisation spécial du FLN en France   

## Étymologie
Le nom viendrait du nom "Amezza" lui même, dérivé de la racine kabyle MZ du verbe mzi
 signifiant polir, lisser et passif".
A contrario, il dériverait du verve zzi signifiant "tourner, entourer, être rond", décrivant alors leur aïeul comme étant rond.

## Géographie

### Localisation
La tribu est établie au bord du golfe de Béjaia, Mer Méditerranée, sur les communes de Béjaia et Oued Ghir.
| Aït Amrane              | Mer Méditerranée | Mer Méditerranée |
| Ituǧen                  | Mezzaïa          | Mer Méditerranée |
| Aït Sidi Ahmed Amokrane | Aït Bou Messaoud | Mer Méditerranée |

### Fractions
Le territoire des Mezzaïa peut être divisé en 3 fractions : Les At Saɛid, les Izexfawen et les Imdalen.

### Communes et villages de la tribu
Le territoire de la tribu est réparti sur deux communes relevant de la daïra de Béjaïa :
- Béjaïa
- Oued Ghir